# Парижский диспут
Пари́жский ди́спут (фр. procès du Talmud или disputation de Paris; ивр. ויכוח פריז‎ — Vikouah Pariz) — во Франции, в середине XIII века самый первый большой судебный процесс против Талмуда, за которым последовало самое первое массовое уничтожение еврейских книг в истории.
Начавшийся в 1240 году в виде диспута между представителями парижского христианского духовенства и четырьмя ведущими раввинами страны во главе с Иехиэлем Парижским, в присутствии короля Людовика IX, и закончившийся исполнением приговора о сожжении Талмуда на Гревской площади Парижа в 1242 году, он послужил примером для последующих диспутов, особенно в Испании.

## Предыстория

### Социальные предпосылки
Борьба с еврейством в Средние века, да и позднее, была в целом борьбой с Талмудом. Уже Юстиниан I запретил 23 февраля 553 года (новелла 146) «Deuterosis» (второй закон, то есть Tалмуд), который он назвал «выдумкой… мужей, говорящих в пустыне и ничего божественного в себе не имеющих» («inventum… virorum in sola terra loquentium nihil divini in se habentium»). Позднее многие выступали против Tалмуда, обвиняя его в том, что он содержит в себе поношения христианской церкви, вследствие чего различные папы и светские властители декретировали уничтожение Талмуда. 

### Причина
Причиной диспута была реакция римского папы Григория IX на полученный им от еврея, перешедшего в христианство и ставшего монахом-францисканцем, Николя Дони́на, доклада о содержании Талмуда.
В 1239 году Донин направился в Рим и подал римскому папе доклад, состоящий из 35 глав, в которых он обвинял Талмуд в поругании христианства, богохульстве, враждебности к христианам и прочем. Доклад содержал переведённые на латинский язык выдержки из Талмуда.
Доклад произвёл на папу Григория IX сильное впечатление. Он разослал требования к христианским королям и архиепископам, в которых просил изъять копии Талмуда, передать их францисканцам и доминиканцам для изучения, а в случае подтверждения того, что они содержат антихристианскую информацию и призывы — уничтожить. В своём письме королям и архиепископам Григорий IX, в частности, писал:

Если то, что говорят о евреях Франции и иных земель является правдой, то никакое наказание не будет достаточно большим и достаточно достойным, принимая во внимание их преступления. Поскольку они, как мы услышали, не удовлетворяются законом, который был передан Богом через Моисея в письменном виде. Они даже полностью игнорируют его и заявляют, что Бог передал другой закон, называемый «Талмуд» или «Учение», который был сообщён Моисею устно. Они ложно утверждают, что этот закон был внедрён в их сознания, и сохранялся в неписьменной форме, до тех пор, пока не появились люди, которых они называют «Саги» или «Писари». Опасаясь, что этот закон будет утерян из сознания людей посредством забывания, они привели его в письменном виде, объем которого намного превышает текст Библии. В нём содержится материал настолько оскорбительный и невыразимо возмутительный, что он навлекает стыд на тех, кто его упоминает и ужас, на тех кто его слышит.

На призывы папы откликнулся французский король Людовик IX. Копии Талмуда были изъяты и переданы монахам францисканского и доминиканского ордена, которые приступили к их изучению, в ходе которого беседовали также c ведущими раввинами Франции. В дальнейшем в присутствии короля состоялся диспут между раввинами и христианами.

## Диспут
Диспут происходил в присутствии короля между четырьмя ведущими раввинами, во главе с Ихиелем Парижским, и христианами, среди которых был и Николя Донин. Товарищами Ихиеля были Моисей из Куси, Иуда из Мелена и Самуил бен Соломон из Шато-Тьери.

### Обвинение
Обвинение заявляло, что Талмуд извращает слово Божие, проповедует ненависть к христианам и глумится над основателем христианства.

### Защита
Раввин стремился доказать, что Иисус бен Пантира, который поносится в Талмуде, — это другой Иисус, нежели почитаемый христианами, и что все законы и оскорбления в отношении к иноверцам, приведённые в Талмуде, не относятся к христианам.
Согласно католической версии, раввин признал, что в Талмуде возводится хула на Иисуса; но указывал, что этот Иисус, хотя он и сын Марии и родился в Назарете, всё же другой Иисус. Евреи же полагали, что в диспуте выиграли они.

### Приговор
Католики нашли доводы раввина лживыми и неубедительными. В результате суд постановил сжечь все копии Талмуда.
17 июня 1242 года в Париже на Гревской площади было сожжено 24 воза изъятых копий Талмуда.

## Последующее отношение к Талмуду вплоть до XVI века
Авраам Бедаресси и раввин Меир из Ротенбурга сложили элегии по поводу этого печального события.
Второй диспут о Талмуде (1262), равно как третий, длившийся от февраля 1413 до ноября 1414 года и потребовавший 86 заседаний, не имели дурных последствий для евреев. Диспуты стали обычным явлением; в еврейской литературе сохранились руководства для диспутантов с проектами ответов на нападки христианских монахов, изучавших в целях пропаганды еврейский язык и еврейскую литературу.
Иметь у себя Талмуд стало небезопасно; вот почему в первое десятилетие по открытии еврейского книгопечатания (1474—84) не было напечатано ни одного трактата Талмуда. К печатанию его приступили лишь в 1484 г. и до 1520 г. изготовлено было 25 трактатов, да и то негласно, так как официальное запрещение еще не было снято.
Когда в христианской Европе сильно возрос интерес к Талмуду благодаря полемике между гуманистом Рейхлином, давшим о нём благоприятный отзыв, и доминиканцами, добивавшимися его осуждения, и когда сам император Максимилиан, чуть было не осудивший Талмуд по донесению доминиканцев, пожелал увидеть его в латинском переводе (его лейб-медик, крещёный еврей Ricius впервые перевёл три трактата Мишны и несколько отрывков вавилонской гемары), тогда папа Лев X снял запрещение с Талмуда, и с 1520 до 1548 г, появляются одно за другим четыре издания вавилонского Талмуда и одно — палестинского. Все эти издания напечатаны в Венеции христианскими типографами Даниилом Бомбергом (1-е изд. вавилонского Т. 1520—22 г., 2-е изд. 1528—31 г, 4-е изд. 1548 и 1-е изд. палестинского Т., 1523—24) и Джустиниани (3-е изд. вавил. Т., 1546 г.); все они были свободны от цензурных изменений и помарок, что можно сказать еще лишь об одном амстердамском издании 1752—65 г.
В 1553 году папа Юлий III снова наложил запрет на Талмуд, и множество его экземпляров было сожжено в Риме в 1559 году.